# Deidesheimer Nonnenstück
Nonnenstück heißt eine Weinlage, die nordöstlich der pfälzischen Kleinstadt Deidesheim (Rheinland-Pfalz) liegt. Ihre Rebfläche umfasst 237,7 ha.

## Lage, Klima, Böden
Das Nonnenstück gehört zum Anbaugebiet Pfalz und hier wiederum zum Bereich Mittelhaardt-Deutsche Weinstraße. Es handelt sich um eine Einzellage, die Teil der Großlage Deidesheimer Hofstück ist. Das Nonnenstück liegt auf einer Höhe von etwa 115 m ü. NHN und ist zu 100 % flach.
Die Böden des Nonnenstücks bestehen aus Sand, lehmigem Sand und Lehm; in Tieflagen gibt es Wassereinfluss. Der Gebirgszug der Haardt schützt in seinem Lee das Nonnenstück vor Niederschlägen.

## Name
Die Erstnennung des Namens war im Jahr 1673 („im Nonnenstück“). Der Name weist auf ein Nonnenkloster als früherer Eigentümer der Parzelle hin, möglicherweise das Kloster St. Magdalena in Speyer.